# 10月23日 (旧暦)
旧暦10月23日は旧暦10月の23日目である。六曜は友引である。

## できごと
- 建安5年（ユリウス暦200年11月17日） - 官渡の戦い。袁紹の陣に曹操が夜襲
- 弘治元年（ユリウス暦1555年11月7日） - 天文から弘治に改元
- 天正5年（ユリウス暦1577年12月2日） - 織田信長が羽柴秀吉に中国攻めを命ずる
- 寛永6年（グレゴリオ暦1629年12月7日） - 江戸幕府が、風紀を乱すとして女歌舞伎・女舞・女浄瑠璃を禁止
- 寛文9年（グレゴリオ暦1669年11月16日） - アイヌのシャクシャインが、和睦の為に訪ねた松前泰広の陣で謀殺される
- 明治4年（グレゴリオ暦1871年12月5日） - 東京府が邏卒（現在の巡査）を3千人設置

## 誕生日
- 元和3年（グレゴリオ暦1617年11月21日） - 土佐光起、画家（+ 1691年）
- 宝暦10年（グレゴリオ暦1760年11月30日） - 華岡青洲、医師・麻酔術を開発（+ 1835年）
- 文化14年（グレゴリオ暦1817年12月1日） - 小野友五郎、数学者（+ 1898年）
- 嘉永2年（グレゴリオ暦1849年12月7日） - 西園寺公望、12・14代内閣総理大臣・元老（+ 1940年）
- 明治4年（グレゴリオ暦1871年12月5日） - 土井晩翠、詩人（+ 1952年）

## 忌日
- 天平神護元年（ユリウス暦765年11月10日） - 淳仁天皇、47代天皇
- 寛文9年（グレゴリオ暦1669年11月16日） - シャクシャイン、アイヌの総酋長